# Jane Heap
Jane Heap (Topeka, 1 de noviembre de 1883 – 18 de junio de 1964) fue una editora estadounidense y una figura importante en el desarrollo y la promoción del modernismo literario. Fue coeditora junto con Margaret Anderson, su amiga, socia comercial y pareja, de la célebre revista literaria The Little Review, en la cual publicaron una extraordinaria colección de escritores modernos de Estados Unidos, Inglaterra e Irlanda entre 1914 y 1929. También fue escritora, destacando sus aforismos.
Heap ha sido descrita como "una de las contribuyentes más olvidadas en la transmisión del modernismo entre América y Europa durante el comienzo del siglo XX".

## Biografía
Heap nació en Topeka, capital del estado de Kansas, donde su padre era el vigilante del centro psiquiátrico local. Después de completar su educación secundaria, se trasladó a Chicago donde ingresó al Instituto de Arte de Chicago y continuó dando clases nocturnas incluso después de ser profesora de arte en el Lewis Institute. 
En 1908, mientras trabajaba en el Lewis Institute, conoció a Florence Reynolds, una estudiante e hija de un empresario próspero de Chicago. Se convirtieron en amantes y en 1910 viajaron juntas a Alemania, donde Heap estudió tejido de tapices. A lo largo de su vida mantuvieron su relación de amistad, a pesar de que solían vivir separadas y de que Heap tuviera relaciones con otras muchas mujeres, entre ellas con la escritora Djuna Barnes. A partir de finales de la década de 1930, Heap se convirtió en la compañera de la editora fundadora de la revista Vogue británica y diseñadora principal de Worth London Elspeth Champcommunal.

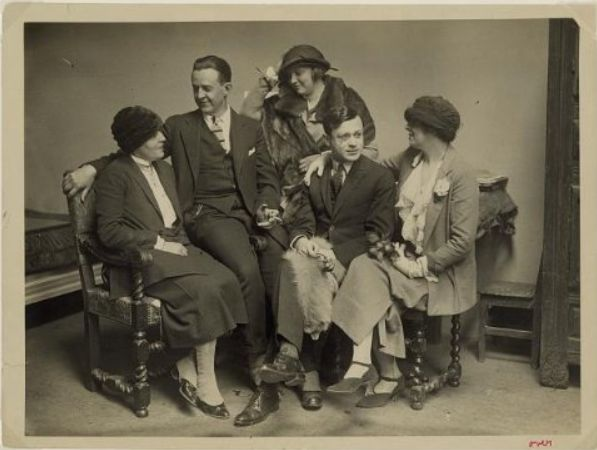
Janet Flanner-Solita Solano Collection/LOC ppmsca.13300. Jane Heap, John Rodker, Martha Dennison, Tristan Tzara, Margaret Anderson, can. 1920

El 1912, Heap ayudó a fundar el Chicago Little Theatre de Maurice Browne, un influyente grupo de teatro de vanguardia que representaba las obras de Antón Chéjov, August Strindberg, Henrik Ibsen y otros contemporáneos.

## The Little Rewiev
El 1916, Heap conoció a Margaret Anderson y pronto se unió a ella como coeditora de The Little Review. Fueron amigas y socias comerciales (y durante algunos años también amantes). A pesar de que el trabajo de Heap en la revista era de un perfil relativamente bajo (firmó sus piezas simplemente con sus iniciales jh), fue bastante atrevida y creativa en sus intervenciones.
El 1917, Anderson y Heap trasladaron The Little Review a Nueva York, con la ayuda del crítico Ezra Pound, que actuó como editor extranjero en Londres, The Little Review publicó algunos de los escritores nuevos más influyentes en lengua inglesa, incluyendo Hart Crane, T. S. Eliot, Ernest Hemingway, James Joyce, Pound y William Butler Yeats. La poeta más publicada de la revista fue la dadaísta de Nueva York Elsa von Freytag-Loringhoven, de quien Heap se hizo amiga sobre todo por su controvertida trayectoria artística y feminista. Otros destacados colaboradores fueron: Sherwood Anderson, André Breton, Jean Cocteau, Malcolm Cowley, Marcel Duchamp, Ford Madox Ford, Emma Goldman, Vachel Lindsay, Amy Lowell, Francis Picabia, Carl Sandburg, Gertrude Stein, Wallace Stevens, Arthur Waley y William Carlos Williams. Llegaron a publicar una edición con doce páginas en blanco para protestar por la carencia de obras nuevas e interesantes.
En marzo de 1918, Ezra Pound les envió los capítulos iniciales del Ulysses de James Joyce, que The Little Review publicó en capítulos hasta 1920, cuando la oficina de correos de los Estados Unidos requisó y quemó cuatro números de la revista y condenó a Anderson y Heap por cargos de obscenidad. Aunque el juicio de obscenidad era aparentemente sobre Ulysses, Irene Gammel argumenta que The Little Review fue atacada por su tono subversivo general y, en particular, por la publicación de la poesía sexualmente explícita de Elsa von Freytag-Loringhoven. La baronesa rindió homenaje al espíritu combativo de Jane Heap en su poema "Al Hogar", dedicado a "Fieldadmarshmiralshall / J.H./ Of Dreadnaught: / T.L.R." En el juicio de 1921, fueron multadas con 100 dólares y obligadas a cerrar la publicación. Después del juicio, Heap se convirtió en la editora principal de la revista, sustituyendo a Anderson e introduciendo cubiertas de colores vivos y poesía experimental de surrealistas y dadaistas.

## Gurdjieff
Heap conoció a George Gurdjieff durante su visita en 1924 en Nueva York y quedó tan impresionada con su filosofía que creó un grupo de estudio de Gurdjieff en su apartamento en Greenwich Village. En 1925, se trasladó a París, para estudiar en el Instituto para el Desarrollo Armonioso del Hombre de Gurdjieff, donde Margaret Anderson se había trasladado el año anterior con su nueva amante, la soprano Georgette Leblanc. Aunque vivieran separadas, Heap y Anderson continuaron trabajando juntas como coeditoras de The Little Review hasta el cierre de la revista en 1929. Heap también adoptó a los dos sobrinos de Anderson después de que la hermana de Anderson hubiera sufrido un aborto nervioso y Anderson no mostrara interés por acogerlos.
Heap estableció un grupo de estudio de Gurdjieff en Paris en 1927, que continuó creciendo hasta principios de la década de 1930, cuando Kathryn Hulme (autora de The Nun's Story) y la periodista Solita Solano se unieron al grupo. Este se convirtió en un grupo de estudio de Gurdjieff solo femenino conocido como "The Rope", donde enseñaban conjuntamente Heap y el mismo Gurdjieff.
El 1935, Gurdjieff envió a Heap a Londres para establecer un nuevo grupo de estudios. Permaneció en Londres durante el resto de su vida, incluyendo el tiempo de The Blitz, el sostenido bombardeo aéreo del Reino Unido por parte de la Luftwaffe de la Alemania nazi a lo largo de ocho meses (7-9-1940 hasta el 10-5-1941) durante la Segunda Guerra Mundial. Su grupo de estudios se hizo muy popular entre ciertos sectores de la vanguardia londinense y tras la guerra uno de sus estudiantes fue el futuro productor y director de teatro, Peter Brook.

## Legado
Aparte de su trabajo en The Little Review, Heap nunca publicó un relato sobre sus ideas, aunque Hulme y Anderson publicaron sus memorias, y en particular sus recuerdos del trabajo con Gurdjieff. Después de la muerte de Heap debido a su diabetes en 1964, los antiguos alumnos reunieron una colección de sus aforismos (tanto de ella como de Gurdjieff) y, en 1983, algunas notas que reflejaban la expresión de algunas de las ideas clave de Gurdjieff.
Alguno de sus aforismos:
- Nunca se oponga a alguien con el mismo centro, siempre ofrezca otro.
- No se siente demasiado tiempo en el mismo lugar.
- Eres responsable de lo que has entendido.
- Pequeños pasos para pequeños pies.
- Suprimir la reacción natural y pagarla más tarde.
- Nunca nos negamos en el trabajo.
- Los animales son experimentos de la naturaleza y encarnan todas las emociones.
- Un gato es todo esencia. La esencia recuerda.
- Todo lo que cae del carro se pierde.

## Otros reconocimientos
En 2006, Heap y Margaret Anderson fueron añadidas en el Gay and Lesbian Hall of Fame de Chicago.